# マシュー・スタッフォード
ジョン・マシュー・スタッフォード（John Matthew Stafford, 1988年2月7日 - ）は、アメリカ合衆国フロリダ州タンパ出身のプロアメリカンフットボール選手。NFLのロサンゼルス・ラムズに所属している。ポジションはクォーターバック。

## 経歴

### 高校時代まで
1988年にフロリダ州タンパで生まれる。程なくして父がジョージア大学の大学院に通い始めたため、家族でジョージア州へ移住。その後、テキサス州ダラスへ移り住む。ダラス市内にあるハイランドパーク高校に進学し、ランディ・アレンコーチの指導の下でクォーターバック（QB）として頭角を現す。
1年目から3,161ヤードのパスを通し、38TD、6INTという好成績を残す。高校2年までは野球もプレーしており、高校の野球チームのチームメイトには、現在MLBのロサンゼルス・ドジャースに在籍するクレイトン・カーショウがいた。しかし、2年目のシーズンは1,748ヤード、18TD、11INTと前年度から大きく成績を落としてしまった。そのため、スタッフォードはフットボールと野球の両立を断念し、以降はフットボールに専念する。2005年の夏に膝を痛めるアクシデントがあったが、怪我から復帰後は15試合で4,018ヤードを稼ぎ、38TD、6INTという好成績を収め、チームを全勝でチャンピオンシップ制覇に導いた。最終学年時の活躍により、スタッフォードは一躍全米最優秀QBとして脚光を浴びるようになった。

### ジョージア大学
2006年1月に高校を早期卒業したスタッフォードは、父の母校であるジョージア大学にカレッジフットボールの奨学生として進学。ジョージア大では、練習生を経ずに1年目の途中から先発QBの座を掴み取る。1年目の成績は1,620ヤード、パス成功率53.6%（126/235）、7TD、13INTと、やや低調な数字に終わったが、チック・フィラ・ゲームでは、強豪バージニア工科大学の撃破に貢献し、MVPを受賞している。
2年目のシーズンでは、2,523ヤードのパスを通し、19TD、10INTをマーク。自身の成績を大幅に向上させると共に、チームを11勝2敗の好成績でシュガーボウル制覇に導いた。シーズン9戦目のフロリダ大学戦では、WRモハメド・マッサコイ（2009年ドラフト2順目でクリーブランド・ブラウンズに入団）に自己最長の84ヤードのTDパスを通している。
3年次には成績を更に向上させ、3,459ヤード、25TD、10INTをマーク。チームも順調に勝ち進み、キャピタルワンボウルを制覇。スタッフォードにとっては大学通算3つ目の主要タイトルとなった。大学3年間の通算成績は7,731ヤード、51TDであった。また、大学時代には故障で試合を欠場したことが一度も無く、自身が先発した試合では22勝5敗という高勝率を誇った。「勝てる」、「故障がない」という優秀なQBに求められる条件を満たしていたスタッフォードは、最終学年を待たずしてNFLドラフトの全体1位指名候補となった。

#### 大学時代の通算成績
| 年度 | チーム     | パス      | パス      | パス        | パス      | パス             | パス | パス | パス          | ラン      | ラン        | ラン             | ラン |
| 年度 | チーム     | 成功 回数 | 試投 回数 | 獲得 ヤード | 成功 確率 | 平均 獲得 ヤード | TD   | Int  | レイテ ィング | 試行 回数 | 獲得 ヤード | 平均 獲得 ヤード | TD   |
| ---- | ---------- | --------- | --------- | ----------- | --------- | ---------------- | ---- | ---- | ------------- | --------- | ----------- | ---------------- | ---- |
| 2006 | ジョージア | 135       | 256       | 1,749       | 52.7      | 6.8              | 7    | 13   | 109.0         | 47        | 191         | 4.1              | 3    |
| 2007 | ジョージア | 194       | 348       | 2,523       | 55.7      | 7.3              | 19   | 10   | 128.9         | 39        | −18         | −0.5             | 2    |
| 2008 | ジョージア | 235       | 383       | 3,459       | 61.5      | 9.0              | 25   | 10   | 153.5         | 55        | 40          | 0.7              | 1    |
| 計   | 計         | 564       | 987       | 7,731       | 57.2      | 7.4              | 51   | 33   | 133.4         | 141       | 207         | 1.5              | 6    |

### デトロイト・ライオンズ

#### 2009年
2009年のNFLドラフトでは、前年に16戦全敗のデトロイト・ライオンズが全体1位でスタッフォードを指名した。この際、LBアーロン・カリーの指名を望んでいると見られるライオンズファンからのブーイングも起きた。事前交渉によって前年のマット・ライアン（アトランタ・ファルコンズ）の6年総額7,200万ドルを超える6年総額7,800万ドルという超大型契約 が成立していたため、ドラフト当日の全体1位指名発表の際には、興を削がれたファンからブーイングが沸き起こった。またCMに有名人をあまり起用してこなかったユニリーバにステイシー・キーブラー以来となるスポーツ選手として起用され、AxeのCMへの出演契約を結んだ。
プロボウルでプレーしたQBを37年間出していないライオンズにとって、スタッフォードは待望のスターQB候補として期待された。当初エースQBにはベテランのダンテ・カルペッパーが起用されると見られていたが、9月13日のシーズン開幕戦直前になってエースQBとして起用することがチームから発表された。
新人QBとしては1968年のグレッグ・ランドリー以来となる開幕戦先発を果たしたニューオーリンズ・セインツ戦ではパス37回中16回の成功で205ヤードを投げインターセプト3回と散々だったが1ヤードのTDランをあげた。第2週のミネソタ・バイキングス戦でカルビン・ジョンソンにプロ入り後初のタッチダウンパスを投げた。第3週のワシントン・レッドスキンズではパス36回中21回の成功で241ヤードを投げ1タッチダウンをあげる活躍を見せて、連敗を19でストップ、チームに2007年12月23日以来となる勝利をもたらした。第4週のシカゴ・ベアーズ戦でサックされた際にひざを痛めて続く2試合に欠場した。
11月22日のクリーブランド・ブラウンズ戦では左肩を負傷しながら、NFL新人記録となるパス422ヤードを獲得、NFLの新人史上ダン・マリーノに次いで2人目となる5TDパスを投げてチームに2勝目をもたらした。この活躍でその週のNFC最優秀攻撃選手、最優秀新人選手に選ばれた。この年10試合に出場し、2,267ヤードを獲得、13TD、20INTの成績を残した。

#### 2010年
2010年、開幕戦のシカゴ・ベアーズ戦で右肩を負傷退場、第7週まで戦列を離脱した、その後またも右肩を負傷し、わずか3試合の出場に終わったが535ヤードを獲得、6TDに対して1INT、QBレイティングは91.3の数字を残した。

#### 2011年
2011年1月に右肩の手術を行った。3月24日には投球練習を開始した。この年、開幕からカルビン・ジョンソンとの間でタッチダウンを量産した。第2週のカンザスシティ・チーフス戦では4TDパスを投げて48-3で圧勝した。第3週のミネソタ・バイキングス戦では20点差から逆転勝利し、敵地メトロドームで1997年以来14年ぶりに勝利した。第4週のダラス・カウボーイズ戦では24点差からの逆転勝利にチームを導き、第5週でも勝利し、1956年以来となる5連勝を果たした。第16週のサンディエゴ・チャージャーズ戦で373ヤードを投げて3タッチダウン、シーズン通算獲得ヤードを4,518とし、スコット・ミッチェルの作ったチームのシーズン記録を更新、チームを1999年以来となるプレーオフ出場へ導いた。最終週のグリーンベイ・パッカーズ戦ではパス59回中36回成功、520ヤードを獲得し5TDをあげたが、相手QBマット・フリンが480ヤードを獲得、6TDをあげる活躍を見せて41-45で敗れたワイルドカードのニューオーリンズ・セインツ戦ではカルビン・ジョンソンへの211ヤードなど、パスで380ヤードを獲得したがディフェンスが崩壊し28-45で敗れシーズンを終えた。この年プロ入り後初めて全試合に先発出場し、5,038ヤードを獲得し41TDをあげた。またカルビン・ジョンソンとのホットラインでは96回のパスで1,681ヤードを獲得、チーム記録となる16TDをあげた。

#### 2012年
2012年、8月25日のプレシーズンゲームで左手の血管が破裂する負傷をした。第3週のテネシー・タイタンズ戦では負傷し途中交代した。第8週のシアトル・シーホークス戦ではパス49回中34回成功、3TDパス及び1TDラン、残り20秒に逆転TDパスを決めて28-24で勝利した。
第9週にはカート・ワーナーに次いでNFL史上2番目の速さとなる37試合目の先発出場でパス通算10,000ヤードを達成した。この年、パス4,967ヤード、20TD、17INTの成績を残した。

#### 2013年
2013年7月、ライオンズと3年5,300万ドルの契約延長を果たした。

### ロサンゼルス・ラムズ
2021年1月31日、ドラフト権やジャレッド・ゴフなどを含めた複数選手を含むトレードによって、ロサンゼルス・ラムズに移籍。このシーズン、チームを地区優勝に導き、自身初となるプレーオフでの勝利をあげた。さらに勝利を重ねてチームを第56回スーパーボウルに導いた。当日の試合は、第3クォーター中に左足首を負傷しながらも、第4クォーター終盤にクーパー・カップへの逆転勝ち越しタッチダウンパスを決め、23-20の勝利に導き、チーム2度目のスーパーボウル制覇をもたらした。

## 選手としての特徴
強肩が最大の魅力で、密集地にも速いボールを投げる地肩を持つ。リリースも素早く、クイックリリースからも長距離パスを投げることが出来る。体格こそプロのQBの中では平均的だが、優れた身体能力も兼ね備え、ジェイ・カトラーに似たタイプのQBだと評価されている。40ヤード走4.8秒の脚力を持つ。パスラッシュの交わし方、視野の広さ、冷静さ、リーダーシップも高く評価されている。そして、“勝てるQB”であることや、大学時代に毎年成績を向上させた成長力もスタッフォードの評価を高めている。
高額での契約に対し「過大評価」とする意見もあったが、ライオンズのマーティン・メイヒューGMはスタッフォードの長所として、「強肩、オーソドックスなスタイル、ゲームに対するインテリジェンス、道徳観と情熱、練習熱心さ」を挙げた。
一方で、パスの精度 や状況判断 に課題があるとされる。

## 詳細情報

### 年度別成績

#### レギュラーシーズン
| 年度      | チーム    | 背 番 号  | 試合 | 試合 | パス      | パス      | パス      | パス        | パス             | パス | パス | パス          | ラン      | ラン        | ラン             | ラン | サック    | サック        | ファンブル    | ファンブル |
| 年度      | チーム    | 背 番 号  | 出場 | 先発 | 成功 回数 | 試投 回数 | 成功 確率 | 獲得 ヤード | 平均 獲得 ヤード | TD   | Int  | レイテ ィング | 試行 回数 | 獲得 ヤード | 平均 獲得 ヤード | TD   | サック 数 | サック ヤード | ファン ブル数 | ロスト     |
| --------- | --------- | --------- | ---- | ---- | --------- | --------- | --------- | ----------- | ---------------- | ---- | ---- | ------------- | --------- | ----------- | ---------------- | ---- | --------- | ------------- | ------------- | ---------- |
| 2009      | DET       | 9         | 10   | 10   | 201       | 377       | 53.3      | 2,267       | 6.0              | 13   | 20   | 61.0          | 20        | 108         | 5.4              | 2    | 24        | 169           | 4             | 1          |
| 2010      | DET       | 9         | 3    | 3    | 57        | 96        | 59.4      | 535         | 5.6              | 6    | 1    | 91.3          | 4         | 11          | 2.8              | 1    | 4         | 36            | 2             | 1          |
| 2011      | DET       | 9         | 16   | 16   | 421       | 663       | 63.5      | 5,038       | 7.6              | 41   | 16   | 97.2          | 22        | 78          | 3.5              | 0    | 36        | 257           | 5             | 1          |
| 2012      | DET       | 9         | 16   | 16   | 435       | 727       | 59.8      | 4,967       | 6.8              | 20   | 17   | 79.8          | 35        | 126         | 3.6              | 4    | 29        | 212           | 6             | 4          |
| 2013      | DET       | 9         | 16   | 16   | 371       | 634       | 58.5      | 4,650       | 7.3              | 29   | 19   | 84.2          | 37        | 69          | 1.9              | 2    | 23        | 168           | 12            | 4          |
| 2014      | DET       | 9         | 16   | 16   | 363       | 602       | 60.3      | 4,257       | 7.1              | 22   | 12   | 85.7          | 43        | 93          | 2.2              | 2    | 45        | 254           | 8             | 3          |
| 2015      | DET       | 9         | 16   | 16   | 398       | 592       | 67.2      | 4,262       | 7.2              | 32   | 13   | 97.0          | 44        | 159         | 3.6              | 1    | 44        | 251           | 4             | 2          |
| 2016      | DET       | 9         | 16   | 16   | 388       | 594       | 65.3      | 4,327       | 7.3              | 24   | 10   | 93.3          | 37        | 207         | 5.6              | 2    | 37        | 216           | 3             | 2          |
| 2017      | DET       | 9         | 16   | 16   | 371       | 565       | 65.7      | 4,446       | 7.9              | 29   | 10   | 99.3          | 29        | 98          | 3.4              | 0    | 47        | 283           | 11            | 7          |
| 2018      | DET       | 9         | 16   | 16   | 367       | 555       | 66.1      | 3,777       | 6.8              | 21   | 11   | 89.9          | 25        | 71          | 2.8              | 0    | 40        | 255           | 6             | 4          |
| 2019      | DET       | 9         | 8    | 8    | 187       | 291       | 64.2      | 2,499       | 8.6              | 19   | 5    | 106.0         | 20        | 66          | 3.3              | 0    | 18        | 137           | 5             | 3          |
| 2020      | DET       | 9         | 16   | 16   | 339       | 528       | 64.2      | 4,084       | 7.7              | 26   | 10   | 96.3          | 29        | 112         | 3.9              | 0    | 38        | 254           | 2             | 1          |
| 2021      | LAR       | 9         | 17   | 17   | 404       | 601       | 67.2      | 4,886       | 8.1              | 41   | 17   | 102.9         | 32        | 43          | 1.3              | 0    | 30        | 243           | 5             | 2          |
| 2022      | LAR       | 9         | 9    | 9    | 206       | 303       | 68.0      | 2,087       | 6.9              | 10   | 8    | 87.4          | 13        | 9           | 0.7              | 1    | 29        | 208           | 5             | 3          |
| 2023      | LAR       | 9         | 15   | 15   | 326       | 521       | 62.6      | 3,965       | 7.6              | 24   | 11   | 92.5          | 21        | 65          | 3.1              | 0    | 30        | 205           | 0             | 0          |
| NFL：15年 | NFL：15年 | NFL：15年 | 206  | 206  | 4,834     | 7,649     | 63.2      | 56,047      | 7.3              | 357  | 180  | 91.0          | 411       | 1,315       | 3.2              | 15   | 474       | 3,152         | 78            | 38         |

- 2023年度シーズン終了時
- 太字は自身最高記録
- ■は各年度のリーグ最高記録
- ■はNFL記録

#### ポストシーズン
| 年度 | チーム | 試合 | 試合 | パス      | パス      | パス      | パス        | パス             | パス | パス | パス          | ラン      | ラン        | ラン             | ラン | サック    | サック        | ファンブル    | ファンブル |
| 年度 | チーム | 出場 | 先発 | 成功 回数 | 試投 回数 | 成功 確率 | 獲得 ヤード | 平均 獲得 ヤード | TD   | Int  | レイテ ィング | 試行 回数 | 獲得 ヤード | 平均 獲得 ヤード | TD   | サック 数 | サック ヤード | ファン ブル数 | ロスト     |
| ---- | ------ | ---- | ---- | --------- | --------- | --------- | ----------- | ---------------- | ---- | ---- | ------------- | --------- | ----------- | ---------------- | ---- | --------- | ------------- | ------------- | ---------- |
| 2011 | DET    | 1    | 1    | 28        | 43        | 65.1      | 380         | 8.8              | 3    | 2    | 97.0          | 2         | 1           | 0.5              | 1    | 0         | 0             | 0             | 0          |
| 2014 | DET    | 1    | 1    | 28        | 42        | 66.6      | 323         | 7.7              | 1    | 1    | 87.7          | 1         | 9           | 9.0              | 0    | 3         | 16            | 2             | 2          |
| 2016 | DET    | 1    | 1    | 18        | 32        | 56.3      | 205         | 6.4              | 0    | 0    | 75.7          | 3         | 15          | 5.0              | 0    | 3         | 23            | 0             | 0          |
| 2021 | LAR    | 4    | 4    | 98        | 140       | 70.0      | 1,188       | 8.5              | 9    | 3    | 108.3         | 18        | 42          | 2.3              | 2    | 7         | 42            | 0             | 0          |
| 2023 | LAR    | 1    | 1    | 25        | 36        | 69.4      | 367         | 10.2             | 2    | 0    | 120.9         | 0         | 0           | 0                | 0    | 2         | 10            | 0             | 0          |
| 計   | 計     | 8    | 8    | 197       | 293       | 67.2      | 2,463       | 8.4              | 15   | 6    | 101.7         | 24        | 67          | 2.8              | 3    | 15        | 91            | 2             | 2          |

- 2023年度シーズン終了時
- 太字は自身最高記録